# Craig Strete
Craig Kee Strete (geboren am 6. Mai 1950 in Fort Wayne, Indiana) ist ein amerikanischer Science-Fiction-Autor indianischer Herkunft. Sein bekanntestes Buch ist Burn Down the Night (1982, deutsch als Uns verbrennt die Nacht), in dem er die angebliche Begegnung eines Fünfzehnjährigen mit Jim Morrison verarbeitet, dem Frontman der Musikgruppe The Doors.

## Leben
Stretes Vater gehört dem Stamm der Cherokee an. Strete studierte Theaterwissenschaft an der Wright State University in Dayton, wo er 1974 den Bachelor machte, und anschließend an der University of California, Irvine, wo er 1978 mit dem Master abschloss. Anschließend war er Assistent Professor für Englisch an der East Stroudsburg University (ESU) in Pennsylvania. 1974/1975 war er Herausgeber des SF-Magazins Red Planet Earth. Er ist verheiratet mit Gräfin Irmgard Margaretha Christina von Dam. Seit 1980 arbeitete Strete für die Verlage De Knipscheer in Amsterdam und Rogner & Bernhard in München im Bereich internationale Autoren und Lizenzen. Von 1984 bis 1985 war er Chefredakteur der Zeitschrift East West Players Newsletter. Er ist Mitbegründer und Leiter der Society of Ethnic Literature in Translation.
Stretes erste SF-Erzählung Time Deer (deutsch als Mensch in seiner Welt) erschien 1974 in Red Planet Earth und wenige Monate später noch einmal dem Magazin Worlds of If. Die Erzählung wurde 1976 für den Nebula Award nominiert, zusammen mit dem Kurzroman The Bleeding Man. Seither publizierte Strete einige Dutzend Kurzgeschichten, die 1976 erstmals in niederländischer Übersetzung gesammelt erschienen (Andere Faalt Kunnen We de Zweep Leggen Over de Ogen van het Paard en Hem Laten Huilen en Slapen). Eine weitere Sammlung auf Englisch, The Bleeding Man and Other Science Fiction Stories, erschien 1977.
1982 erschien dann der Roman Burn Down the Night, inspiriert von Stretes angeblicher Begegnung mit Jim Morrison, in dem er einen fiktiven wilden Trip mit Morrison durch das Los Angeles Mitte der 1960er Jahre beschreibt. Die deutsche Ausgabe erlebte als Rowohlt-Taschenbuch zahlreiche Auflagen.
Neben seiner Science-Fiction, in denen Strete häufig seinen indianischen Hintergrund aufscheinen lässt und der Maschinenwelt des Weißen Mannes die mythisch durchtränkte Welt und Weltsicht der Indianer gegenüberstellt, und einigen Mainstream-Romanen, zu denen auch Burn Down the Night gehört, schrieb er auch mehrere Fantasy-Erzählungen für Jugendliche, darunter Paint Your Face on a Drowning in the River (1978).
Strete benutzt nach eigenen Angaben als Schriftsteller verschiedene Pseudonyme, um deren Geheimhaltung er stets bemüht ist. 1987 gab der Verlag Doubleday durch einen Fehler bekannt, dass das unter dem Pseudonym Sovereign Falconer veröffentlichte Buch To Make Death Love Us ebenfalls von Strete stammt.
Ins Deutsche übersetzt wurden außer Uns verbrennt die Nacht nur ein Kinderbuch und einige Kurzgeschichten.

## Bibliografie
Romane
- Burn Down the Night (1982)
  - Deutsch: Uns verbrennt die Nacht. Ein Roman mit Jim Morrison. Übersetzt von Teja Schwaner. März, Berlin 1983, ISBN 3-88880-035-8. Auch als: Rororo #5709, 1986, ISBN 3-499-15709-8.
- To Make Death Love Us (1987, als Sovereign Falconer)
- Death in the Spirit House (1988)
- The Angry Dead (2016)
- A Knife in the Mind (2016)
- The Game of Cat and Eagle (2016)
- My Gun Is Not So Quick (2016)
- The Star Killer (2017, als Sovereign Falconer)

Sammlungen
- Andere Faalt Kunnen We de Zweep Leggen Over de Ogen van het Paard en Hem Laten Huilen en Slapen (1976)
- The Bleeding Man and Other Science Fiction Stories (1977)
- If All Else Fails … (1980)
- Dreams That Burn in the Night (1982)
- Death Chants (1988)
- Dark Journey (2016, mit Jim Morrison)

Kurzgeschichten
- Time Deer (1974)
  - Deutsch: Mensch in seiner Welt. In: Science-Fiction-Stories 76. Ullstein Science Fiction & Fantasy #31002, 1979, ISBN 3-548-31002-8.
- A Sunday Visit with Great-Grandfather (1974)
- They Will Want to Shout / They Will Want to Scream (1974, mit Mark Horse)
- White Brothers from the Place Where No Man Walks (1974)
- A Sunday Visit with Great-Grandfather (1974, mit Jack Red Bear)
- The Bleeding Man (1974, mit Mark Horse)
- Foot Fish Fools the Invisible (1974, mit Jabe Elkheart)
- The Bleeding Man (1974)
- Into Every Rain, A Little Life Must Fall (1975)
- Mother of Cloth, Heart of Clock (1975)
- A Horse of a Different Technicolor (1975)
- To See the City Sitting on Its Buildings (1975)
- Just Like Gene Autry: A Foxtrot (1976)
- Saturday Night at the White Woman Watching Hole (1976)
- With the Pain It Loves and Hates (1976)
- Your Cruel Face (1976)
  - Deutsch: Der Lordoberhenker ist nicht immer Koko. In: Isaac Asimov, Martin Harry Greenberg, Joseph D. Olander (Hrsg.): Feuerwerk der SF. Goldmann (Edition '84: Die positiven Utopien #8), 1984, ISBN 3-442-08408-3.
- Why Has the Virgin Mary Never Entered the Wigwam of Standing Bear? (1976)
- Who Was the First Oscar to Win a Negro? (1976)
- The Dirty Old Man, or, Nocka, Nocka, Who Goes There? (1976, auch als Nocka-Nocka and the Dirty Old Man)
- Lovelife of the Leglorn (1976)
- When They Find You (1977)
- Three Dream Woman (1978, mit Michael Bishop)
- A Place to Die on the Photograph of Your Soul (1980)
- All My Statues Have Stone Wings (1980)
- Every World with a String Attached (1980)
- Old, So Very Old, and in That Wisdom, Ageless (1980)
- Piano Bird (1980)
- Ten Times Your Fingers and Double Your Toes (1980)
- When They Go Away (1980)
- Where They Put the Staples and Why She Laughed (1980)
- A Wounded Knee Fairy Tale (1982)
- Closely Watched Urinals (1982)
- Dancing the Dead Safe Into Their Beads (1982)
- Gods Who Could Not Stay (1982)
- I’m a Spy in the House of Love (1982)
- Last Wish Fulfillment and Testament (1982)
- Love Affair (1982)
- Menstruation Taboos: A Women’s Studies Perspective (1982, mit Jim Morrison)
- On the Way Home (1982)
- Red Beauty (1982)
- Report on the Recent Outbreak of Entertainment from Earth (1982)
- Secret of the White-Head Hawk (1982)
- Sleep Is the Only Freedom (1982)
- The Night Xenex Sanurian Took a Wallflower to the Prom (1982)
- The Second Team (1982)
- We All Lived in the Warm Aquarium (1982)
- We Are the People Our Parents Warned Us About (1982)
- The Game of Cat and Eagle (1987)
- As If Bloodied on a Hunt Before Sleep (1987)
- Another Horse of a Different Technicolor (1988)
- In the Belly of the Death Mother (1988)
- Knowing Who’s Dead (1988)
- Lives Far Child (1988)
- On a Journey with Cold Friends: Novella (1988)
- So That Men Might Not See (1988)
- The Becalming of Wind River’s Horse (1988)
- The Fatal Joy of Bound Woman (1988)
- The Man Who Danced with Wild Horses: Novella (1988)
- The Voice of a New Instrument (1988)
- When Death Catcher Paints the Wind (1988)
- When Old Man Coyote Sang the World into Being (1988)
- White Fox Talks About the End of the World (1988)

Theaterstücke
- Paint Your Face on a Drowning in the River (1984)
- A Sunday Visit with Great Grandfather, and The Arrow That Kills with Love (1984)

Kinder- und Jugendbuch
- Paint Your Face on a Drowning in the River (1978)
  - Deutsch: Male dein Gesicht auf einen Strudel im Fluss. Übersetzt von Irmela Brender. Dressler, Hamburg 1981, ISBN 3-7915-1982-4. Auch als: dtv #7851, 1985, ISBN 3-423-07851-0.
- When Grandfather Journeys Into Winter (1979)
- Big Thunder Magic (1990)